# Kabinet-Van Lynden van Sandenburg
Het kabinet-Van Lynden van Sandenburg was een conservatief-liberaal Nederlands kabinet dat regeerde van 20 augustus 1879 tot en met 23 april 1883.
Dit gemengd conservatief-liberale kabinet, ook wel fusie-kabinet genoemd, had een wankele basis in de Tweede Kamer. Daarom zag het voorlopig af van voorstellen op het gebied van het onderwijs en het kiesrecht.

## Politieke daden
Het belangrijkste succes van het kabinet was een nieuw Wetboek van Strafrecht, waaraan de Leidse hoogleraar Modderman al voor hij in dit kabinet minister werd, een belangrijke bijdrage had geleverd. Door opname van een uitzonderingsregel werd abortus op medische indicatie mogelijk.
De zwakte van het kabinet bleek uit diverse tussentijdse crises. In mei 1882 trad het gehele kabinet af, nadat de Tweede Kamer voor de tweede maal een handelstraktaat met Frankrijk had verworpen. Er werd echter geen ontslag ingediend en de Koning nam niet het besluit de Tweede Kamer te ontbinden en nieuwe verkiezingen uit te schrijven. Na mislukte pogingen om een ander kabinet te vormen bleven alle ministers echter aan. Een voorstel van de liberale minister Vissering om een belasting op rente in te voeren, sneuvelde in 1881 in de Tweede Kamer. Hij trad daarop af.
Het kabinet trad af, nadat de Tweede Kamer op 26 februari 1883 had geweigerd een voorstel tot kiesrechtherziening in behandeling te nemen.

## Ambtsbekleders
| Ambtsbekleders                                               | Ambtsbekleders                                 | Ambtsbekleders                                                 | Ministers / Ministerie | Ministers / Ministerie                                                                    | Termijn                                          | Partij                     |
| ------------------------------------------------------------ | ---------------------------------------------- | -------------------------------------------------------------- | ---------------------- | ----------------------------------------------------------------------------------------- | ------------------------------------------------ | -------------------------- |
|                                                              | C.Th. (Theo) graaf van Lynden van Sandenburg   | mr. C.Th. (Theo) graaf van Lynden van Sandenburg (1826–1885)   | Voorzitter             | Voorzitter                                                                                | 20 augustus 1879 – 23 april 1883                 | O (Conservatief)           |
| Minister                                                     | C.Th. (Theo) graaf van Lynden van Sandenburg   | mr. C.Th. (Theo) graaf van Lynden van Sandenburg (1826–1885)   | Buitenlandse Zaken     | 20 augustus 1879 – 15 september 1881 (afgetreden na benoeming tot minister van Financiën) |                                                  | O (Conservatief)           |
| Minister                                                     |                                                | W.F. (Willem) Rochussen                                        | Buitenlandse Zaken     | jhr.mr. W.F. (Willem) Rochussen (1832–1912)                                               | 15 september 1881 – 23 april 1883                | O (Conservatief)           |
|                                                              | W (Willem) Six                                 | jhr.mr. W. (Willem) Six (1829–1908)                            | Minister               | Binnenlandse Zaken                                                                        | 20 augustus 1879 – 10 februari 1882 (afgetreden) | O (Conservatief- Liberaal) |
|                                                              | C. (Cornelis) Pijnacker Hordijk                | mr. C. (Cornelis) Pijnacker Hordijk (1847–1908)                | Minister               | Binnenlandse Zaken                                                                        | 10 februari 1882 – 23 april 1883                 | O (Conservatief- Liberaal) |
|                                                              | S. (Simon) Vissering                           | mr.dr. S. (Simon) Vissering (1818–1888)                        | Minister               | Financiën                                                                                 | 20 augustus 1879 – 13 juni 1881 (afgetreden)     | O (Conservatief- Liberaal) |
|                                                              | C.Th. (Theo) graaf van Lynden van Sandenburg   | mr. C.Th. (Theo) graaf van Lynden van Sandenburg (1826–1885)   | Minister               | Financiën                                                                                 | 13 juni 1881 – 23 april 1883                     | O (Conservatief)           |
|                                                              | A.E.J. (Anthony) Modderman                     | mr.dr. A.E.J. (Anthony) Modderman (1838–1885)                  | Minister               | Justitie                                                                                  | 20 augustus 1879 – 23 april 1883                 | O (Oud- Liberaal)          |
|                                                              |                                                | jhr. G.J.G. Klerck (1825–1884)                                 | Minister               | Waterstaat, Handel en Nijverheid                                                          | 20 augustus 1879 – 23 april 1883                 | O (Conservatief- Liberaal) |
|                                                              |                                                | generaal-majoor A.E. Reuther (1819–1889)                       | Minister               | Oorlog                                                                                    | 20 augustus 1879 – 23 april 1883                 | RK (Conservatief)          |
|                                                              |                                                | W.F. van Erp Taalman Kip (1824–1905)                           | Minister               | Marine                                                                                    | 20 augustus 1879 – 23 april 1883                 | O                          |
|                                                              | W. (Willem) baron van Goltstein van Oldenaller | mr. W. (Willem) baron van Goltstein van Oldenaller (1831–1901) | Minister               | Koloniën                                                                                  | 20 augustus 1879 – 1 september 1882 (afgetreden) | O (Conservatief)           |
|                                                              |                                                | jhr.mr. W.M. de Brauw (1838–1898)                              | Minister               | Koloniën                                                                                  | 1 september 1882 – 23 februari 1883 (afgetreden) | O (Conservatief- Liberaal) |
|                                                              |                                                | W.F. van Erp Taalman Kip (1824–1905)                           | Minister               | Koloniën                                                                                  | 23 februari 1883 – 23 april 1883 (waarnemend)    | O                          |
| Bron: Kabinet-Van Lynden van Sandenburg Parlement & Politiek |                                                |                                                                |                        |                                                                                           |                                                  |                            |

## Mutaties
- Minister Six trad af vanwege zijn gezondheid. Hij werd opgevolgd door de hoogleraar Pijnacker Hordijk.

- In augustus 1882 leidde een zeer negatief verslag van een Kamercommissie over de wijze waarop in Nederlands-Indië de omzetting van gemeenschappelijke gronden in privégronden was tegengewerkt, tot het aftreden van de minister van Koloniën, Van Goltstein.

- Zijn opvolger, De Brauw, nam in februari 1883 eveneens ontslag, omdat de Tweede Kamer vond dat de belangen van de schatkist waren geschaad bij een overeenkomst tussen de Staat en Billiton over tinwinning in Nederlands-Indië.